# Аэрофилателия

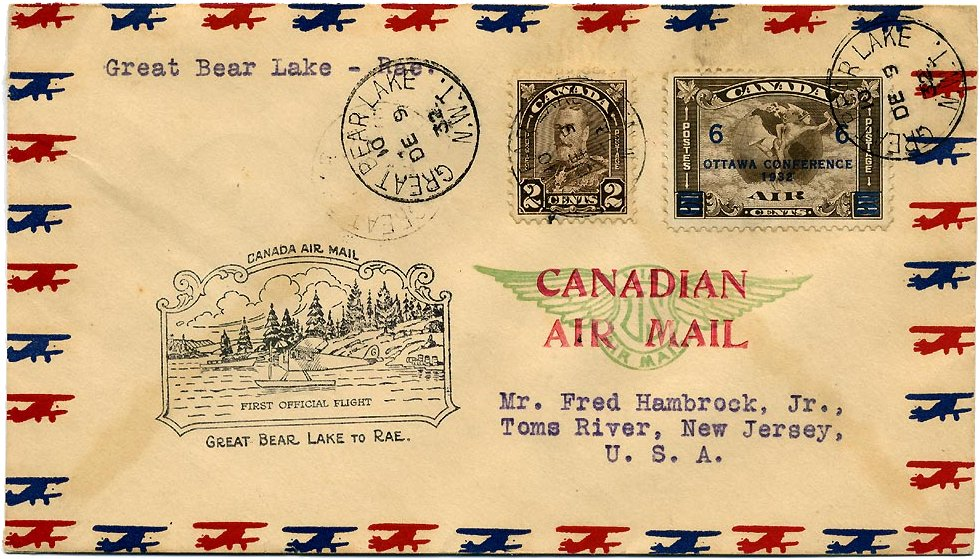
Конверт первого полёта Канады, выпущенный по случаю первого официального авиапочтового в 1932 году по маршруту Большое Медвежье озеро — Рэй, содержит специальный художественный рисунок (Каше (филателия)) и авиапочтовую марку с надпечаткой

Аэрофилатели́я — раздел филателии, специализирующийся на изучении воздушной почты, включая авиапочту и другие способы доставки почтовой корреспонденции по воздуху.

## Описание
Филателисты следят за развитием воздушной почты с самого начала современной перевозки почты по воздуху, при этом тщательно изучая и документируя все аспекты авиапочтового сообщения.
Объектами аэрофилателии служат:

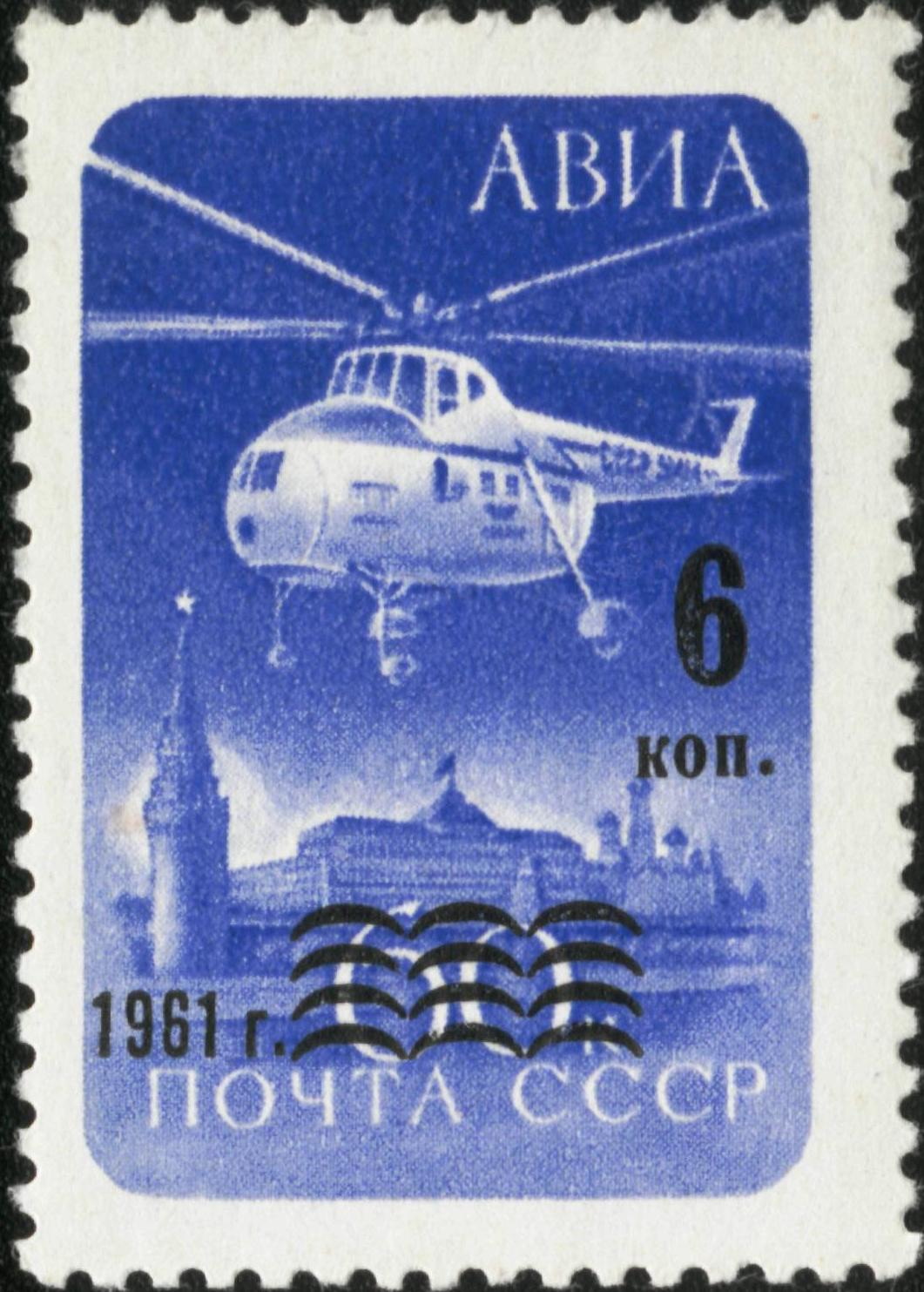
СССР (1961): надпечатка «6 коп.» на 60-копеечной авиапочтовой марке 1960 года

- авиапочтовые марки, официальные и неофициальные;
- виньетки (такие как авипочтовые наклейки);
- почтовые документы, пересылаемые по воздуху;
- почтовые штемпели, имеющие отношение к воздушному транспорту;
- тарифы и маршруты, особенно первые полёты и иные «специальные» полёты (рейсы);
- почта, уцелевшая после авиационных катастроф и других происшествий, например, катастрофные письма.

Основным объектом изучения воздушной почты является авиапочта, то есть перевозка почтовых отправлений самолётом. Вместе с тем выделяются такие подотрасли, как аэростатная, дирижабельная (цеппелинная) и ракетная почта. Смежной областью аэрофилателии является астрофилателия, охватывающая изучение космической почты.

## Организации
Ведущей международной организацией аэрофилателии является Международная федерация аэрофилателистических обществ (ФИСА; от фр. Fédération Internationale des Sociétés Aérophilatéliques — FISA). Наряду с ней, аэрофилателистами по всему миру создан ещё ряд организаций, многие из которых публикуют разнообразные специализированные издания:
- Американское авиапочтовое общество[англ.],
- Британское авиапочтовое общество (англ. British Air Mail Society),
- Клуб почтовых марок Королевских военно-воздушных сил Великобритании[англ.],
- Канадское аэрофилателистическое общество (Canadian Aerophilatelic Society),
- Ирландское авиапочтовое общество (Irish Airmail Society),
- Авиапочтовое общество Новой Зеландии (Air Mail Society of New Zealand).

## Выставки и коллекции
Филателистические коллекции по воздушной почте могут экспонироваться:
- на общих филателистических выставках, регламентом которых для них предусмотрен отдельный класс — аэрофилателии;
- на специализированных выставках.

Примером одного из ранних экспонирований аэрофилателистической коллекции может служить собрание московского филателиста В. С. Митрофанова «Марки воздушной почты», которое на I Всесоюзной филателистической выставке в Москве в 1924 году было удостоено одной из наград выставки.
Из современных коллекций можно выделить собрание «Авиапочта СССР» московского коллекционера Л. Я. Мельникова, которое неоднократно завоёвывало большие золотые медали на всемирных филателистических выставках.

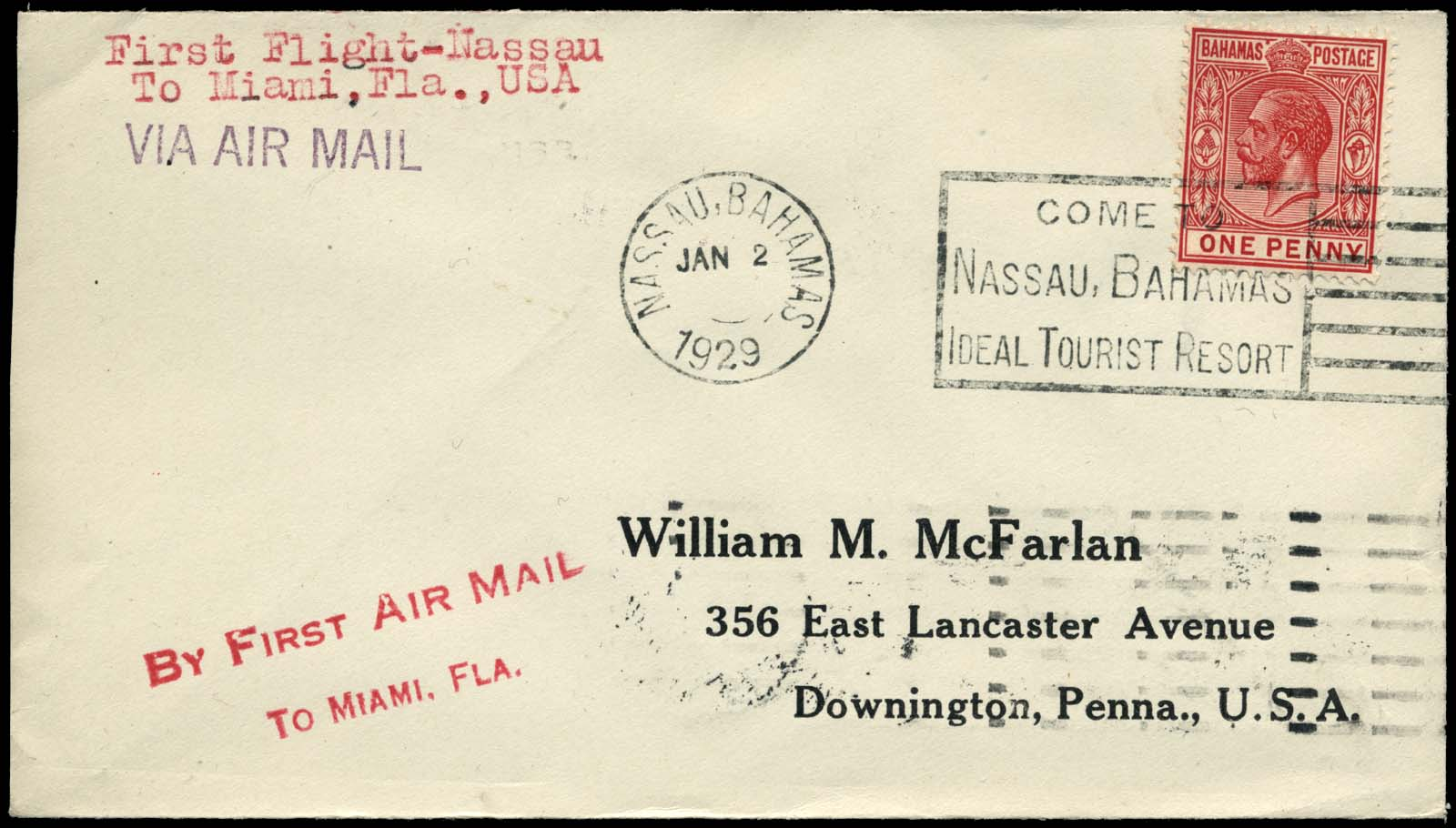
Конверт первого полёта, отправленный 2 января 1929 года первым авиапочты из Нассау (Багамы) в Майами (Флорида)